# Турдей (Турдейское сельское поселение)
Турдей — деревня в Воловском районе Тульской области России.
В рамках административно-территориального устройства является центром Турдейского сельского округа Воловского района, в рамках организации местного самоуправления — административный центр Турдейского сельского поселения.

## География
Расположена на реке Турдей (левом притоке Красивой Мечи, впадающей в Дон), в 22 км к югу от районного центра, посёлка городского типа Волово, и в 97 км к юго-востоку от областного центра, г. Тулы. 
Железнодорожная станция Турдей в 5 км к востоку, в посёлке Казачка.

## Население
| 1939 | 2002 | 2010 |
| ---- | ---- | ---- |
| 1007 | ↘530 | ↘433 |